# 視覚障害者のみなさんへ
視覚障害者のみなさんへ（しかくしょうがいしゃのみなさんへ）は、NHKラジオ第2放送で放送されていた福祉関連の情報番組。主に視覚障害者を対象とした最新情報を紹介していた。毎月最終週には「今月のトピックス」としてその月の最新ニュースを紹介していた。
本番組は、2009年3月をもって終了し、同年4月、『聞いて聞かせて 〜ブラインド・ロービジョン・ネット〜』へと発展・移行した。
1964年4月に開始した「盲人の時間」が前身。1991年に改題した。

## キャスター
- 山田誠浩

## 放送時間
- 初回放送：日曜 19:30 - 20:00
- 再放送：翌週日曜 07:30 - 08:00

## 受賞
- 第1回放送文化基金賞社会福祉部門奨励賞（1975年）
- ヘレンケラー・サリバン賞（2004年）[1]